# بنك التجار الصيني

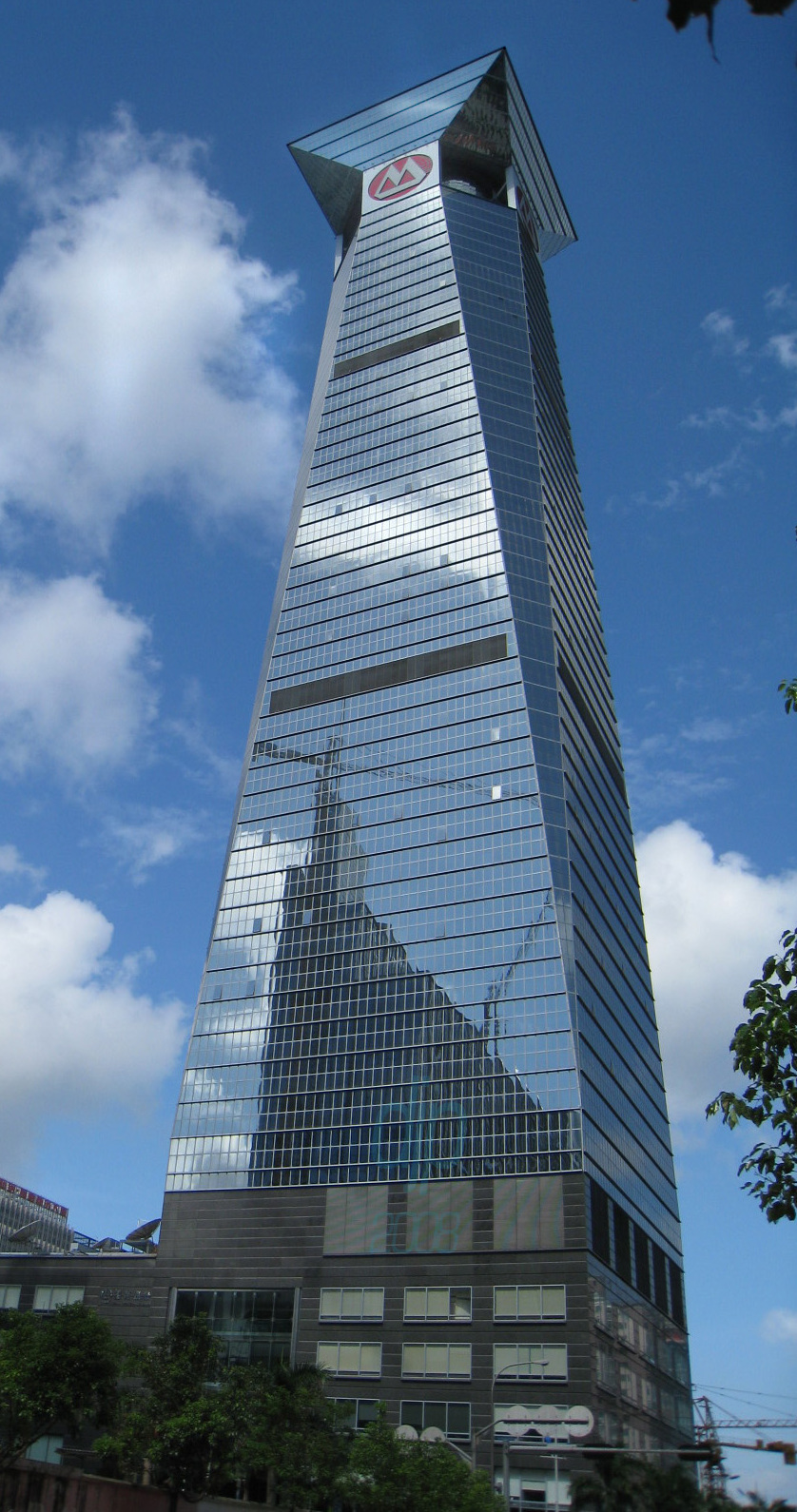
مقر بنك التجار الصينى في الغرب فوتيان من شنتشن

بنك التجار الصيني (CMB) هو بنك صيني يقع في مقاطعة فوتيان، وشنتشن، وقوانغدونغ، الصين. تأسس في عام 1987، وهو أول بنك تجاري يمتلك الأسهم بالكامل ملكية كاملة من قبل كيانات قانونية للشركات في الصين.
لديه أكثر من خمسمائة فرع في الصين القارية وواحد في هونغ كونغ. في نوفمبر 2007، كجزء من حملة للنمو الدولي، حصل على موافقة فيدرالية لفتح فرع في مدينة نيويورك.

## روابط خارجية
- بنك التجار الصيني على موقع Google Play (الإنجليزية)
- الموقع الرسمي لبنك التجار الصيني المحدود
- دراسة حالة من كلية هارفارد للأعمال "بنك التجار الصيني: هنا فقط لأجلك"
- دراسة حالة مدرسة هارفارد للأعمال "بنك التجار الصيني في مرحلة انتقالية"
- دراسة حالة لمدرسة هارفارد للأعمال "بنك التجار الصيني: تحول نموذج الأعمال"
- نبذة عن الشركة على Sogou Baike